# Cubanichthys
Genre
Cubanichthys est un genre de poisson appartenant a la famille des Cyprinodontidae et l'ordre des Cyprinodontiformes

## Liste des espèces
Selon FishBase (31 juillet 2017) :
- Cubanichthys cubensis (Eigenmann, 1903)
- Cubanichthys pengelleyi (Fowler, 1939)

Selon World Register of Marine Species (31 juillet 2017) :
- Cubanichthys cubensis (Eigenmann, 1903)